# Világító rúd

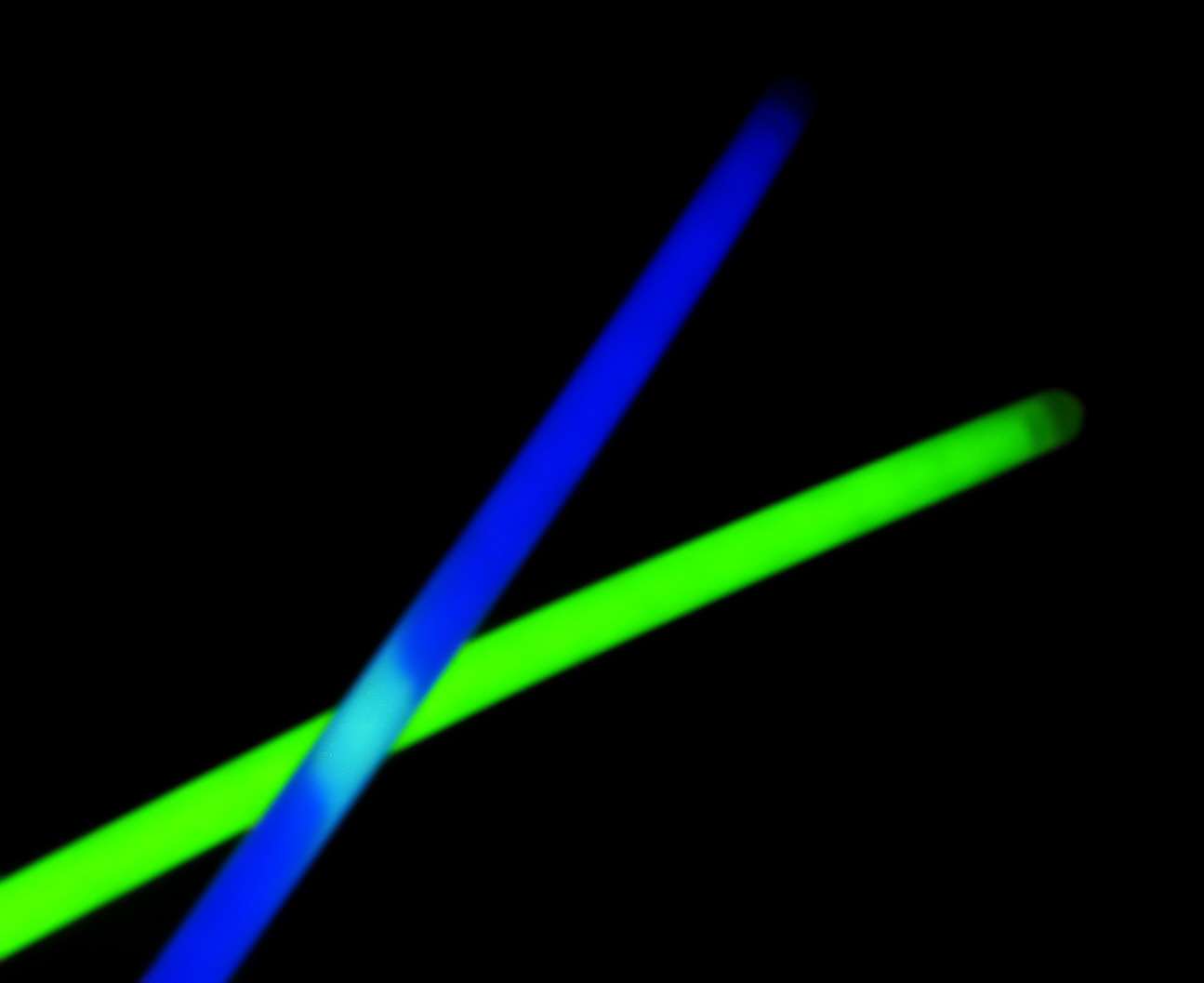
Zöld és kék fénnyel világító rúd

A világító rúd (angolul: glow stick) egy egyszer használatos, átlátszó műanyag cső, amely egymástól elszigetelt anyagokat tartalmaz. Az anyagokat egyesítve a kemolumineszcencia következtében fény keletkezik. A világító rúd elsősorban szórakoztató eszköz, azonban használja a katonaság, a rendőrség, a tűzoltóság és a mentők is.
A világító rúdban hidrogén-peroxid és difenil-oxalát (Cyalume) van. Ezek, ha keverednek, világítanak. Idővel a reakció alábbhagy, és a pálca elhalványodik. Ha használat előtt mélyhűtőbe teszik, hónapokig használható marad. Horgászatban is alkalmazzák. Egyszer használatos eszköz, a fény nem kapcsolgatható. 

## Története
A Cyalume vegyületet Michael M. Rauhut, Robert W. Sombathy és Laszlo J. Bollyky amerikai kutató Edwin A. Chandross (Bell Laboratórium) és Richard D. Sokolowski (Eh.M Laboratórium) munkái alapján fedezte fel.
Körülbelül ugyanebben az időben a China Lake Naval Weapons Centernél dolgozó Herbert Richter és csapata is foglalkozott kemilumineszcenciával.
Az Amerikai Egyesült Államokban több szabadalmat is benyújtottak világító rúdra. Bernard Dubrow és Eugene Daniel Guth 1965 júniusában nyújtotta be szabadalmát kemilumineszcenciás csomagjáról. 1973 októberében Clarence W. Gilliam, David Iba Sr. és Thomas N. Hall regisztrált, mint a kémiai világító eszköz feltalálója. 1974 júniusában Herbert P. Richter és Ruth E. Tedric kemilumineszcens eszközt szabadalmaztatott.
Vincent J. Esposito, Steven M. Little, és John H. Lyons 1976. november 1-jén az Egyesült Államokban jegyezte be kemilumineszcens jelzőeszközét. A szabadalomban egy ampulla szerepelt, amiben az egyik, körülötte a másik anyag. Az ampulla eltörésével a két anyag keveredett, és fényt bocsátott ki. A szabadalom tartalmazott talpat is, amin a rúd meg tudott állni, ha mozgó járműből dobták ki. Ezzel képes volt helyettesíteni a hagyományosabb világító eszközöket vészhelyzetben. Előnyei: nem tűzveszélyes, használata könnyű és biztonságos, és az sem hatástalanítja, ha áthajtanak rajta. Ez a szerkezet jobban megfelel a mai világító rudak felépítésének.
1977 decemberében Richard Taylor Van Zandt kémiai világító eszközt szabadalmaztatott. A terv tartalmaz egy acélgolyót, ami eltöri az ampullát, ha a rudat elég erősen megrázzák. Ha kilövik, akkor még sötétben repül, és csak becsapódáskor kezd világítani a hirtelen lassulás hatására.

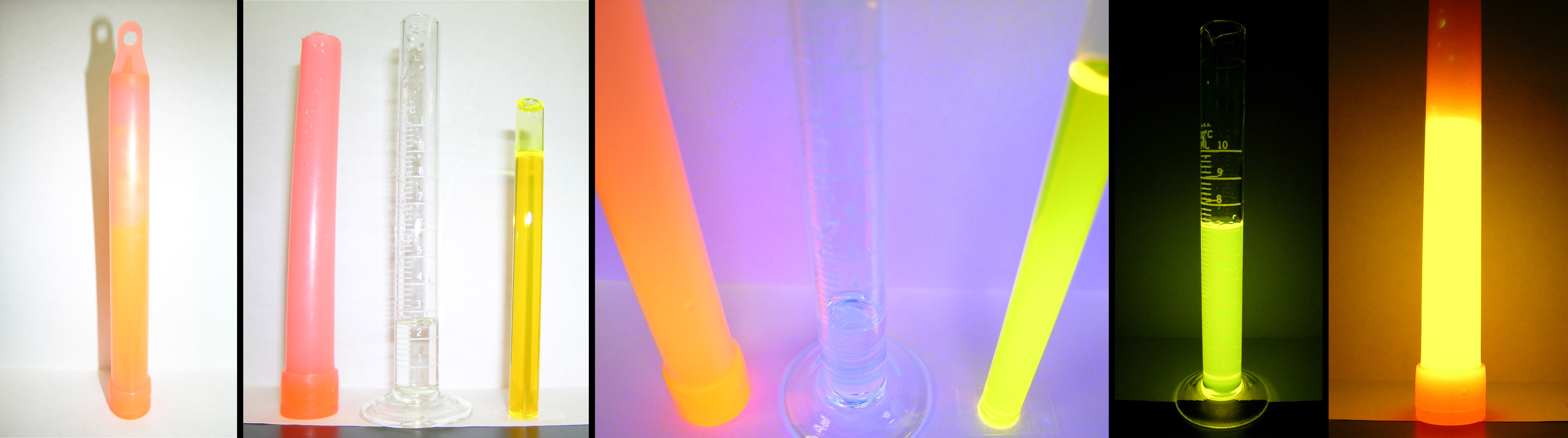
Kemolumineszcens világító rúd szétszedése, balról jobbra: (1) eredeti, érintetlen világító rúd; (2) kinyitott cső, mellette a peroxid keverék kémcsőben és a fluorofóros üveg ampulla kivéve; (3) a három rész UV-fényben, a fluorofór és a műanyag cső fluoreszkál; (4) a keverék kemoluminescenciája kémcsőben; (5) a keverék visszatöltve a csőbe megváltozott színű fényt bocsát ki (erősebb narancsszín)

## Alkalmazása

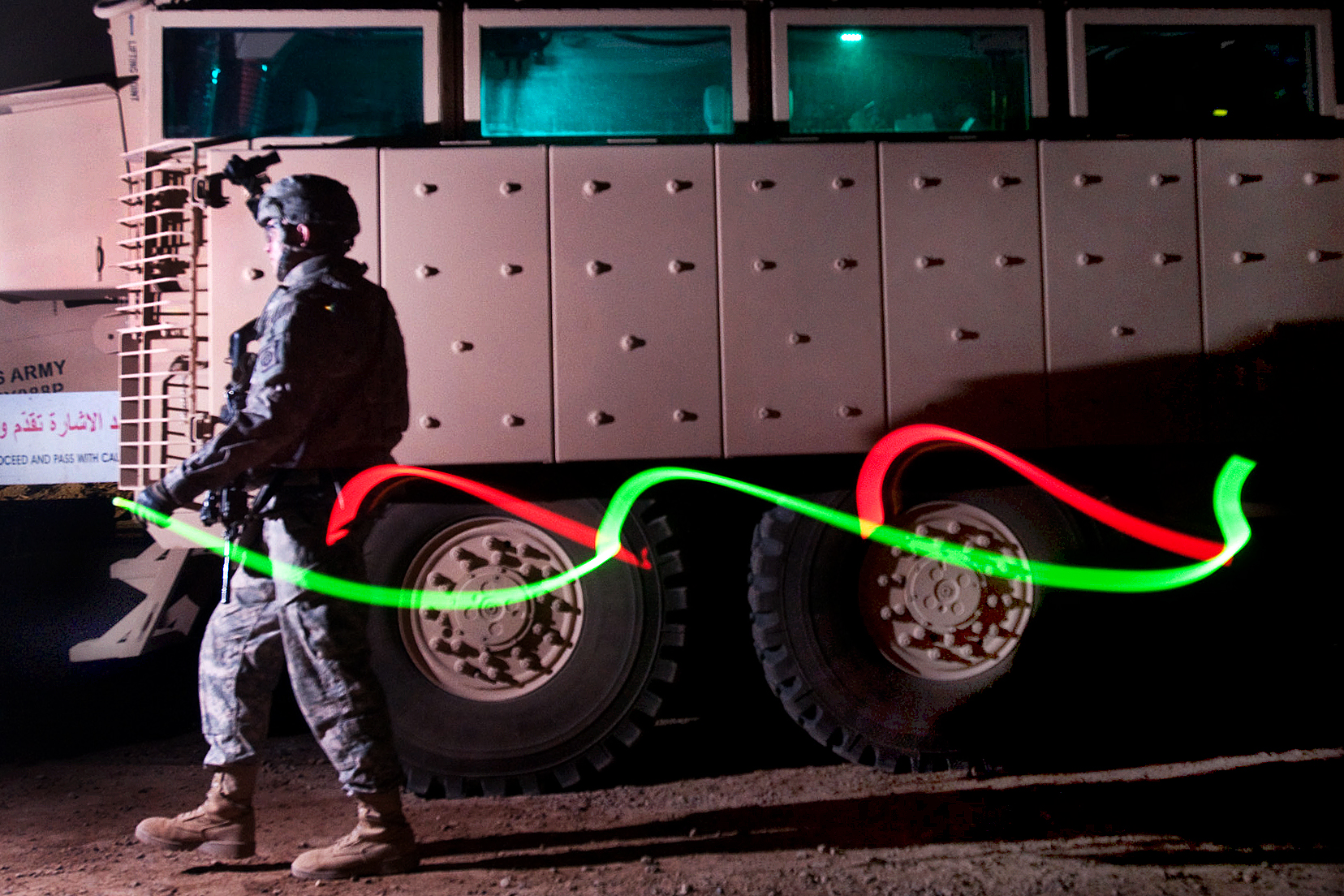
Irakban szolgáló amerikai katona világító rudakkal a kezében

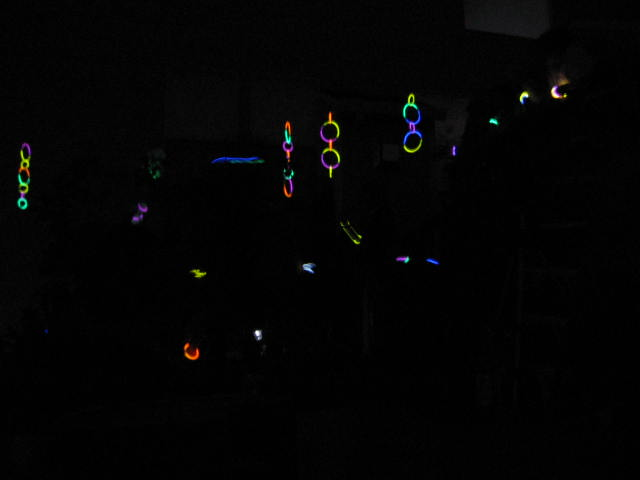
Dekorációs célokra egy partin

A világító rúd sok célra használható, mivel vízhatlan, és nem kell hozzá áramforrás. Kevés hőt szabadít fel. Olcsó és eldobható. Nagy nyomást is elvisel, így a búvárok előszeretettel használják merüléseknél a sötétebb mederfenék közelében. Táborozások alkalmával is felbukkan. A katonai szervezeteknél is rendszeresített segédeszköz: világításra és fényjelzések adására alkalmazzák. A katasztrófavédelem számára sem ismeretlen eszköz. Földrengések, viharok, áradások esetén is használják, mert nem fogyaszt áramot, így nem áll fent a szikrázás veszélye - amely a szivárgó gáz belobbantásával további károkat okozhatna.
Az elektronikus zenei rendezvények meghatározó szimbóluma, koncerteken, táncpartikon. Éjszakai előadásokon az előadóművészek veszik elő; fesztiválok és ünnepségek díszítő elemei. Játékok, jól látható éjszakai jelzések a közlekedők számára. Viselhető változataik segítenek vigyázni a gyerekekre éjszaka. Fényeffektusokat hoznak létre vele ballonnal röptetve. Alkalmas fényeffektek létrehozására a kevés fényt használó fényképészet és film számára.
A Guinness Rekordok Könyve szerint a világ legnagyobb világító rúdja 150 méteres volt. A Wisconsin–Whitewater Egyetem kémia tanszéke alkotta meg, hogy megünnepelje az egyetem alapításának 150 éves évfordulóját. 2018 szeptember 9-én törték el.

## Működése
A világító rúd azután kezd világítani, hogy két anyag összekeveredik. A reakciót katalizátor segíti, ez rendszerint nátrium-szalicilát. A rudak tartalmaznak egy kis, törhető tartályt egy rugalmas külső tartállyal körülvéve. Ennek meghajlításakor a belső tartály eltörik, így az anyagok elegyednek, ami lehetővé teszi a reakciót. Eltörés után ajánlott a rudat megrázni, hogy az anyagok minél jobban elkeveredjenek.
A világító rúd tartalmaz két vegyületet, egy katalizátort és egy színezéket. Az anyagok exergonikus reakcióba lépnek egymással. A külső csőben a színezék, a katalizátor és difenil-oxalát található. A belső tartályban hidrogén-peroxid van. A hidrogén-peroxid és a difenil-oxalát észter keveredésével kémiai reakció kezdődik, melynek eredménye fenol és peroxisav-észter (1,2-dioxetándion). A peroxisav spontán szén-dioxidra bomlik; az ebből keletkező energia gerjeszti a színezéket, ami ennek hatására fotont bocsát ki. A foton hullámhossza, azaz a kibocsátott fény színe a színezék szerkezetétől függ. Csak kis mértékben szabadul fel hő, mivel a fordított irányú reakció, 1,2-dioxetándion [2 + 2] fotocikloaddíciója megsérti a Woodward–Hoffmann-szabályokat, így hevítéssel nem idézhető elő.

A difenil-oxalát oxidációja (fent), az 1,2-dioxetándion bomlása (középen), a színezék visszatérése alapállapotba (lent)

Az összetétel beállításával a gyártó szabályozni tudja, hogy a rúd rövidebb ideig fényesen vagy hosszabb ideig halványan világítson, ezzel tudnak alkalmazkodni a különböző éghajlati körülményekhez, mivel a reakció sebessége függ a hőmérséklettől. A reagensek maximális koncentrációja esetén a rúd csak pár másodpercre villan fel a reakció hevessége miatt. Hasonló hatás érhető el a nátrium-szalicilát vagy más katalizátor mennyiségének növelésével. Melegítés hatására a reakció felgyorsul, és a rúd is fényesebb lesz; hűtés hatására tovább tart, és fényereje csökken. Ez megmutatható egy aktív világító rúddal is. A színezék ultraibolya sugárzás hatására is fluoreszkál, akkor is, ha a rúd már nem világít.
A rúd az aktiválást követő időben világít a legfényesebben, utána a fényerősség exponenciálisan csökken. Hűtéssel a gyengülés egyenletesebb.
Több fluorofór is használható az oldatban vagy a rúd falában. Ennek előnye, hogy a falban lehet olyan fluorofór is, ami az oldatban lebomlana. Az első fluorofór által kibocsátott fény nagy részét a második elnyeli, és további fényt sugároz ki, rövidebb hullámhosszal. Így alakítható ultraibolya sugárzás láthatóvá, zöld narancssárgává, vagy látható fény közeli infravörössé. Az eltolódás akár 200 nm is lehet, de a kibocsátási spektrum rendszerint 20-100 nm-rel hosszabb, mint az elnyelési. Az ezzel a megközelítéssel készült világító rudak tartálya színes a benne levő fluorofór miatt. Az infravörös világító rudak sötétvörösnek vagy feketének látszanak, mivel a falban levő színezék elnyeli a bent kibocsátott fény nagy részét, és közeli infravöröst sugároz ki.

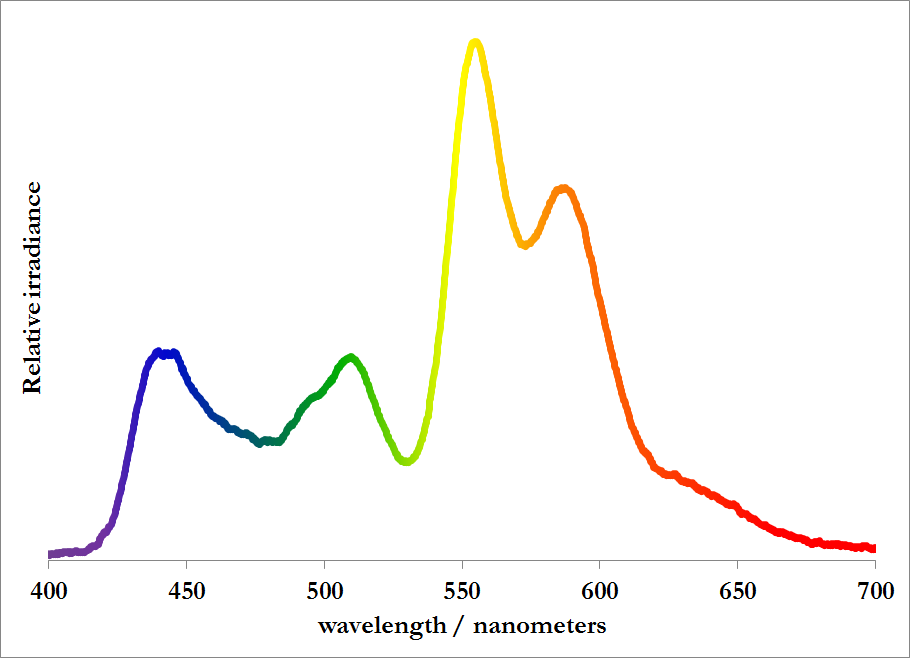
Fehér világító rúd színképe. A csúcsok a különböző fluorofóroknak felelnek meg

Különböző fluorofórok keverésével különböző színek érhetőek el a kívánt hatáshoz. Additív színkeveréssel további színek hozhatók létre. Például narancssárga szín elérésére piros, sárga, zöld fluorofórokat használnak; fehér színt négy-öt fluorofórral állítanak elő.

## Fluorofórok
A következő anyagokat használják a különböző színű fények előállítására:
- 9,10-difenilantracén (DPA): kék
- 9-(2-feniletenil)antracén: kékeszöld
- 1-kloro-9,10-difenilantracén (1-kloro(DPA)) és 2-kloro-9,10-difenilantracén (2-kloro(DPA)): kékeszöld
- 9,10-bisz(feniletinil)antracén (BPEA): zöld, maximumát 486 nm-nél éri el
- 1-kloro-9,10-bisz(feniletinil)antracén: sárgászöld, használják 30 perces Cyalume világító rudakban
- 2-kloro-9,10-bisz(feniletinil)antracén: zöld, használják 12 órás Cyalume világító rudakban
- 1,8-dikloro-9,10-bisz(feniletinil)antracén: sárga, használják Cyalume világító rudakban
- rubrén: narancssárga, maximuma 550 nm
- 2,4-di-tert-butilfenil-1,4,5,8-tetrakarboxinaftalén-diamid: mélyvörös, DPA-val együtt fehér és rózsaszín rudakhoz, arányuktól függően
- rodamin B: piros, de ritkán használják, mivel CPPO-val érintkezve lebomlik, megrövidítve a világító rúd aktív szakaszát
- 5,12-bisz(feniletinil)naftacén: narancssárga
- violantrón: narancssárga, maximuma 630 nm
- 16,17-(1,2-etiléndioxi)violantrón: piros, maximuma 680 nm-nél
- 16,17-dihexiloxiviolantrón: infravörös, maximuma 725 nm-nél[20]
- 16,17-butiloxiviolantrón: infravörös[21]
- N,N'-bisz(2,5-di-tert-butilfenil)-3,4,9,10-periléndikarboximid: piros[21]
- 1-N,N-dibutilaminoantracén: infravörös[21]
- 6-metilakridinium-jodid: infravörös[21]

9,10-Difenilantracén kék fényt ad
9,10-Bisz(feniletinil)antracén zöld fényt ad
1-Kloro-9,10-bisz(feniletinil)antracén sárgászöld fényt ad
Rubrén (szisztematikus nevén 5,6,11,12-tetrafeniltetracén) sárga fényt ad
5,12-Bisz(feniletinil)naftacén narancssárga fényt ad
Rodamin 6G narancssárga fényt ad
Rodamin B piros fényt ad

## Biztonság
A világító rudakban végbement reakcióban fenol keletkezik, ami mérgező. Bőrrel érintkezve az elegy irritációt, duzzanatot, extrém esetben hányingert, hányást is okozhat. A régebbi típusokban használt vegyületek egy része rákkeltő lehet,  ami a policiklusos aromás szénhidrogénekről már be is bizonyosodott.
A dibutil-ftalátot Kalifornia felvette a teratogéngyanús vegyületek közé 2006-ban.
A világító rudak tartalma képes műanyagok elfolyósítására.
A difenil-oxalát csípi és égeti a szemet, irritálja a bőrt, égeti a szájat és a torkot, ha lenyelik.

## Külső hivatkozások
- Világító Rúd Webshop tudástára

## Fordítás
- Ez a szócikk részben vagy egészben  a   Glow stick című angol Wikipédia-szócikk fordításán alapul.  Az eredeti cikk szerkesztőit annak laptörténete sorolja fel. Ez a jelzés csupán a megfogalmazás eredetét és a szerzői jogokat jelzi, nem szolgál a cikkben szereplő információk forrásmegjelöléseként.